# Megalospora
Megalospora Meyen (wyrypka) – rodzaj grzybów z rodziny  Megalosporaceae. Ze względu na współżycie z glonami zaliczany jest do grupy porostów.

## Systematyka i nazewnictwo
Pozycja w klasyfikacji według Index Fungorum: Megalosporaceae, Teloschistales, Lecanoromycetidae, Lecanoromycetes, Pezizomycotina, Ascomycota, Fungi.
Synonimy nazwy naukowej: Bombyliospora De Not., in Massalongo, Bombyliosporomyces Cif. & Tomas., Byssophragmia M. Choisy, Dumoulinia Stein, Heterothecium Flot.
Nazwa polska według W. Fałtynowicza.

## Niektóre gatunki
- Megalospora atrorubricans (Nyl.) Zahlbr. 1926
- Megalospora australiensis (Müll. Arg.) Sipman 1983
- Megalospora disjuncta Sipman 1986
- Megalospora grossa (Pers. ex Nyl.) Vězda 1975
- Megalospora lopadioides Sipman 1983
- Megalospora marginiflexa (Hook. f. & Taylor) Zahlbr. 1926
- Megalospora melanodermia (Müll. Arg.) Zahlbr. 1926
- Megalospora occidentalis Kantvilas 1994
- Megalospora pulverata Kantvilas 1994
- Megalospora queenslandica Sipman 1983
- Megalospora reniformis (Shirley) Zahlbr. 1926
- Megalospora subtuberculosa (C. Knight) Sipman 1983
- Megalospora sulphurata Meyen 1843
- Megalospora tuberculosa (Fée) Sipman 1983 – wyrypka bulwiasta

Nazwy naukowe na podstawie Index Fungorum. Uwzględniono tylko taksony zweryfikowane. Nazwy polskie według checklist W. Fałtynowicza.